# Croix-Caluyau
Croix-Caluyau är en kommun i departementet Nord i regionen Hauts-de-France i norra Frankrike. Kommunen ligger i kantonen Landrecies som tillhör arrondissementet Avesnes-sur-Helpe. År 2022 hade Croix-Caluyau 237 invånare.

## Befolkningsutveckling
Antalet invånare i kommunen Croix-Caluyau
| Referens: INSEE |